# جور بافيتش
جور بافيتش هو لاعب كرة قدم كرواتي في مركز الوسط، ولد في 13 سبتمبر 1975 في جمهورية يوغوسلافيا الاشتراكية الاتحادية. لعب مع NK Neretva ‏.